# Vila Soeiro do Chão
Vila Soeiro do Chão is een plaats (freguesia) in de Portugese gemeente Fornos de Algodres en telt 237 inwoners (2001).